# Homonyx mulliei
Homonyx mulliei är en skalbaggsart som beskrevs av Soula 2010. Homonyx mulliei ingår i släktet Homonyx och familjen Rutelidae. Inga underarter finns listade i Catalogue of Life.